# الأدب الفرنسي في القرن التاسع عشر
يتعلق الأدب الفرنسي في القرن التاسع عشر بالتطورات التي حدثت في الأدب الفرنسي خلال حقبة زمنية نشطة في تاريخ فرنسا التي شهدت ارتقاء الديمقراطية والنهاية المتقطعة للنظام الملكي والإمبراطوري. شملت الفترة الأنظمة السياسية التالية قنصلية نابليون بونابرت من عام 1799 إلى عام 1804 والإمبراطورية من 1804- 1814 ثم تم استردادها تحت قيادة لويس السابع عشر وتشارلز العاشر 1814-1830 ملكية يوليو في عهد لويس فيليب دورليان 1830-1848، الجمهورية الثانية 1848-1852، الإمبراطورية الثانية في عهد نابليون الثالث 1852-1871، العقود الأولى للجمهورية الثالثة 1871-1940.

## موجز
لقد تمتع الأدب الفرنسي بمكانة عالمية عظيمة وناجحة في القرن التاسع عشر. هيمنت الرومانسية على جزء من القرن حتى ظهرت الواقعية في منتصف القرن. كرد فعل جزئي في الجزء الأخير من القرن ظهر "المذهب الطبيعي" الشعر "البرناسي" و"الرمزي"، من بين أساليب أخرى وكثيرًا ما كانت اتجاهات متنافسة في نفس الوقت. بعض الشعراء شكلوا مجموعات أدبية محددة باسم وبرنامج أو بيان، أما في حالات أخرى كانت هذه مجرد مصطلحات إزدرائية وضعها النقاد لبعض الشعراء لديهم تم استخدامها من قبل مؤرخي الأدب الحديث لجمع كتاب المشاريع أو الأساليب المتباينة، مع ذلك يمكن ان تكون هذه التسميات مفيدة في وصف التطورات التاريخية الواسعة في الفنون

## الرومانسية
هيمنت الرومانسية على الأدب الفرنسي في النصف الأول من القرن التي ارتبطت في بعض المؤلفين مثل فيكتور هوغو وألكسندر دوماس وفرانسوا-رينيه دي شاتوبريان وألفونس دي لمارتين وجيرارد دي نرفال وتشارلز نودييه وألفريد دي موسيه وتيوفيل غوتيه والفريد دي فييني، لقد كان تأثيرهم محسوسًا في المسرح والشعر والرواية النثرية واستمر تأثير الحركة الرومانسية في الظهور في النصف الأخير من القرن في تطورات أدبية متنوعة مثل "الواقعية"، كذلك الرمزية وما يسمى بنهاية القرن حركة منحطة استخدمت الرومانسية الفرنسية أشكالا مثل الرواية التاريخية والرومانسية والروايات الرومانية القوطية وموضوعات مثل الاساطير التقليدية بما في ذلك (اسطورة البطل الرومانسي) والقومية والعالم الطبيعي (مرثيات البحيرات) والرجل العادي والأساليب الغنائية: العاطفية والغريبة والاستشراق، لعبت التأثيرات الأجنبية دوراً كبيراً في هذا خاصةً التي الفها شكسبير والسيد والتر سكوت وبايرون وغوته وفريدريك شيلر، كانت للرومانسية قيم تتعارض تماماً مع الوحدات
الكلاسيكية الفرنسية لكنها يمكن ان تعبر أيضًَا عن خسارة عميقة لجوانب من عالم ما قبل الثورة في مجتمع يهمين عليه المال والشهرة بدلاً من الشرف.

### الأفكار الرئيسية من الرومانسية الفرنسية المبكرة
- (الغموض وعدم اليقين في المشاعر والعاطفة)"le vague des passions" وأكد شاتوبريان أنه بينما كان الخيال غنيًا إلا أن العالم كان باردًا وفارغًا ولم تفعل الحضارة شيئًا سوى إخراج الرجال من أوهامهم؛ ومع ذلك ظل مفهوم العاطفة والشغف يطارد الرجال.
- (ألم القرن) الشعور بالخسارة وخيبة الامل والارتباك الذي يتجلى في الكآبة والإرهاق.

التطور الشعري الرومانسي في إنجلترا والمانيا يسبق التطور الشعري الرومانسي الفرنسي على الرغم من وجود نوع ما قبل الرومانسية في أعمال سينانكور وجان جاك روسو إلا أنه في نهاية القرن الثامن عشر اتخذت الرومانسية الفرنسية شكلاً محددًا في أعمال فرانسوا رينيه دي شاتوبريان وبنجامين كونستانت ومدام دي ستايل لألمانيا باعتبارها أرض القيم الرومانسية وقد وجدت تعبيرًا متقدمًا في الشعر العاطفي لألفونس دي لامارتين.
كانت المعارك الكبرى للرومانسية في فرنسا في المسرح، تميزت المسرحيات في سنواتها الأولى من القرن بإحياء الكلاسيكيات المستوحاة من المآسي التي غالبًا ما كانت موضوعاتها تتعلق بالتضحية الوطنية أو البطولة بما يتماشى مع روح الثورة، بينما إنتاج مسرحية هرناني لفيكتور هوغو في عام 1830 كان بمثابة علامة انتصار للحركة الرومانسية على المسرح. تم إلغاء الوحدات الدرامية للزمان والمكان وظهرت العناصر المأساوية والكوميدية معًا ونتج عنها الحرية الوزنية. تميزت مسرحيات فريدريش شيلر الذي غالبًا ما اختار الرومانسيون موضوعات من فترات التاريخية (عصر النهضة الفرنسية، عهد لويس الثالث عشر) والشخصيات النبيلة المنكوبة (الأمراء المتمردين والخارجين عن القانون) أو الفنانين الذين اسيء فهمهم (مسرحية فينيي المستندة إلى حياة توماس تشاترتون).
كان فيكتور هوغو العبقري المتميز للمدرسة الرومانسية وقائدها المعترف به.
وكان غزير الإنتاج على حد سواء في الشعر والدراما والخيال، كان الكتاب الآخرون المرتبطون بالحركة هم ألفريد دي فيني الصارم والمتشائم وتيوفيل غوتيه المحب للجمال ومبدع حركة "الفن من أجل الفن" والفريد دي موسيه الذي يمثل أفضل مثال على الكأبة والرومانسية.
كتب الثلاثة أيضا روايات وقصص قصيرة وحقق موسيه نجاحاً متأخرًا في مسرحياته. كتب ألكساندر دوماس بيير والفرسان الثلاثة وروايات رومانسية أخرى في إطار تاريخي، بروسبر ميريمي وتشارلز نودييه كانوا سادة الخيال القصير، أظهر الناقد الأدبي أوغستين سانت بوف توسعًا رومانسيًا لترحيبه بكل الأفكار وفي سعيه الدؤوب لفهم المؤلفين بدلاً من الحكم عليهم.
ترتبط الرومانسية بعدد من الصالونات والمجموعات الأدبية:
1. الأرسنال (التي تشكلت حول تشارلز نودييه في مكتبة الأرسنال في باريس من 1824 إلى 1844 حيث كان نودييه مديرًا)،
2. مكتبة العلية (تأسست حول نودييه ثم هوغو من 1823 إلى 1828)
3. صالون لويس تشارلز ديليسكلوز،
4. صالون أنطوان (أنتوني ديشامب)،
5. صالون دي ستايل.

تحدت الرومانسية في فرنسا الانتماء السياسي: حيث يجدون "الليبرالية" (مثل ستندال) و"محافظ" (مثل شاتوبريان) واجتماعية (جورج ساند).

## الواقعية
الواقعية الأدبية تعبير "الواقعية" عند تطبيقها على القرن التاسع عشر ينطوي على محاولة وصف لكِلاً من الحياة والمجتمع العصريين، نمو الواقعية مرتبط بتطور العلوم (خاصةً علم الأحياء) والتاريخ والعلوم الاجتماعية ونمو الصناعة والتجارة إن الاتجاه "الواقعي" ليس بالضرورة مناهض للرومانسية؛ غالبًا ما أكدت الرومانسية على المواطن العادي والبيئة المحيطة كما في قصص الفلاحين الخاصة بجورج ساند، اهتمت بالقوات والفترات التاريخية كما في عمل المؤرخ جول ميشليه.
روايات ستندال بما في ذلك روايته الأحمر والأسود وروايته البيت المستأجر من بارما، تتناول قضايا مجتمعهم المعاصر بينما تستخدم أيضا سمات وشخصيات مستمدة من الحركة الرومنسية، يعد اونوري دي بالزاك أبرز ممثل لواقعية القرن التاسع عشر في القصص الواقعية الخيالية، في مجموعته عن الكوميديا الإنسانية التي يوجد بها ما يقارب مئة رواية كان أكثر مشروع طموح تم ابتكاره من قبل كاتب روائي، كان مؤثرًا في التاريخ المعاصر الكامل لمواطني بلده، تظهر الواقعية أيضًا في اعمال ألكسندر دوماس الإبن، كثير من الروايات في هذه الحقبة ومن ضمنهم روايات بالزاك نُشرت في الصحف بشكل تسلسلي وكانت الرواية الواقعية ذات الشعبية الهائلة تميل إلى أن تختص في تصوير الجانب المخفي من الحياة الحضرية. كما في روايات يوجين سو، ظهرت اتجاهات مماثلة في الميلودراما المسرحية لتلك الفترة وفي ضوء أكثر رعبًا وشناعة في جراند جينيول في نهاية القرن.
على الأرجح أن روايات غوستاف فلوبير العظيمة مدام بوفاري (1857) التي تُظهر العواقب المأساوية للرومانسية على زوجة طبيب إقليمي والتعليم العاطفي تُمثل أعلى
المراحل في تطور الواقعية الفرنسية، في حين أن رومانسية فلوبير واضحة في روايته الخيالية. إغراء القديس أنطونيو والمشاهد التكلفية والغريبة لقرطاج القديمة في سلامبو.
بالإضافة إلى الميلودراما، تحول المسرح البرجوازي الشعبي إلى المهزلة البرجوازية الواقعية "جيدة الصنع" ليوجين مارين لابيش والدراما الأخلاقية لإميل أوجييه.

## الطبيعية
منذ ستينات القرن التاسع عشر تحدث النقاد بشكل متزايد عن المذهب الطبيعي الأدبي أن هذا التعبير غير دقيق وكثيرًا ما تم استخدامها باستخفاف لوصف المؤلفين الذين استوحوا مواضيعهم من الطبقات العاملة والذين صوروا البؤس والظروف القاسية للحياة الحقيقية. اتخذ العديد من الكُتاب "الطبيعيين" موقفًا جذريًا ضد تجاوزات الرومانسية وسعوا إلى استخدام الدقة العلمية والموسوعية في روايتهم (أمضى زولا أشهرًا في زيارة مناجم الفحم من أجل كتابه جيرمينال حتى الواقعي الكبير فلوبير كان مشهورًا بسنواته التي عاشها للبحث عن التفاصيل التاريخية)، قدم هيبولت تاين الكثير من فلسفة المذهب الطبيعي: كان يعتقد أن كل إنسان يتم تصنيفه من خلال القوى الوراثية والبيئة والوقت الذي يعيش فيه، قام بعض الكتاب النرويجيين والسويديين والروسيين بالتأثير على المذهب الطبيعي.
غالبًا ما يتم تصنيف روايات وقصص غاي دي موباسان القصيرة على أنها "عالم الطبيعة" على الرغم من أنه اتبع بوضوح النموذج الواقعي لمعلمه ومرشده فلوبير. استخدم موباسان عناصر مشتقة من الرواية القوطية في قصص مثل لاهورلا، هذا التوتر بين تصوير العالم المعاصر بكل ما فيه من الخسة والدناءة والسخرية المنفصلة واستخدام الصور والموضوعات الرومانسية من شأنه ان يؤثر أيضًا على الرمزيين وسيستمر حتى القرن العشرين.
غالبًا ما ارتبط المذهب الطبيعي بروايات إميل زولا ولا سيما سلسلة رواياته لاروجون ماكوارت التي تتضمن جرمينال ولونانا؛ حيث يتم تفسير النجاح الاجتماعي أو الفشل لفرعين من الأسرة بالقوانين الجسدية والاجتماعية والوراثية. ومن بين الكُتاب الآخرين الذين تم تصنيفهم على أنهم علماء طبيعة: الفونس دوديت وجول فاليس، ويوريس كارل هويسمانز (فيما بعد "منحل" رائد ضد الطبيعة)، وإدموند دي جونكور وشقيقه جول دي جونكور و(بطريقة مختلفة تمامًا) بول بورجية.

## المذهب البرناسي
جرت محاولة لتكون موضوعية في الشعر من قبل مجموعة من الكتاب المعروفين باسم البارناسيين التي ضمت لوكونت دي ليسل وتيودور دي بانفيل وكاتول منديس وسولي برودوم وفرانسوا كوبي وخوسية ماريا دي هيرديديا و(أوائل القرن العشرين في حياته المهنية) بول فيرلين الذي (يستخدم فكرة تيوفيل غوتييه عن الفن من أجل الفن والسعي وراء الجمال) سعى إلى الاتقان الدقيق والخالي من العيوب واختار موضوعات غريبة وكلاسيكية تعاملوا معه بشكل متزمت وانفصال عاطفي (تعكس عناصرها العمل الفلسفي لآرثر شوبنهاور الذي سيكون لنظرياته الجمالية تأثير الكبير) التأثير على الرمزيين.
اتحد العلم الحديث والجغرافيا مع المغامرة الرومنسية في أعمال جول فيرن وغيره من كتاب المغامرات المتسلسلة الشهيرة وقصص الخيال العلمي المبكرة.

## المذهبالرمزيوولادة الحداثة
إن الميل الطبيعي لرؤية الحياة بدون أوهام وتعمق في جوانبها الأكثر كآبة ودناءة يظهر بدرجة مكثفة في شعر تشارلز بودلير ذو التأثير الهائل مع العناصر الرومانسية المستمدة من الأسطورة البيرونية المناهضة للبطل والشعر الرومنسي والإرهاق العالمي الذي يُدعى مرض العصر...وما إلى ذلك.
غالبًا ما كان شعر بودلير والكثير من الأدباء في النصف الأخير من القرن (أو نهاية القرن) "يوصف بأنه منحط" بسبب محتواه الصارخ أو رؤيته الغير أخلاقية.
هذا ما استخدمه بول فرلين "poete maudit" (الشاعر الملعون) في عام 1884م للإشارة لعدد من الشعراء مثل تريستان كوربير وستيفان مالارمي وارثر رامبو الذين ناضلوا ضد التقاليد الشعرية وعانوا من الانتقاد الاجتماعي أو تم تجاهلهم من النقاد ولكن مع نشر بيان جان موريا الرمزي عام 1886م فقد ظهر مصطلح الرمزية التي تم تطبيقها على البيئة الأدبية الجديدة.
الكتاب ستيفان مالارمي وبول فرلين وبول فاليري وجوريس كارل هويسمان وارثر رامبو وجول لافروج وجان مورياس وغوستاف كان والبرت سامين وجان لورين وريمي دي جورمونت وبيير لويس وتربستان كوربير وهينري دي رينيه وفلييه دي ايال ادم، بالإضافة إلى ستيوارت ميريل ورينيه غيل وسان بول روه واوسكار فلاديسلاس دي ميلوش، كذلك تم تسمية البرت جيرود وإميل فيرهارين وجوروج رودنباخ وموريس ميترلينك وآخرين بالرمزيين على الرغم من أن المشروع الأدبي الشخصي لكل مؤلف كان فريدًا من نوعه.
غالبًا ما يتشارك الرمزيون في موضوعات توازي جماليات شوبنهاور ومفاهيم الإرادة والقدر والقوى اللاواعية والمدينة والظواهر غير العقلانية (الهذيان والأحلام)، بالإضافة إلى إطار غامض من العصور الوسطى بعض الأحيان، تختلف
النغمة الرمزية بشكل كبير ففي بعض الأحيان تكون واقعية أو خيالية أو ساخرة أو منفصلة، على الرغم من أن الرمزيين لم يؤكدوا بشكل عام على الأفكار المعنوية أو الأخلاقية، كان الإجراء الرمزي في الشعر كما جسده بول فيرلين هو استخدام الإيحاء الدقيق بدلاً من العبارة الدقيقة (البلاغة المحظورة) واستحضار الأمزجة والمشاعر بسحر الكلمات والأصوات المتكررة وإيقاع الشعر(الموسيقى) والابتكار الوزني، اكتشف بعض الرمزيين استخدام الشعر الحر، كان لاستخدام الأفكار المهيمنة إعدادات العصور الوسطى ومفهوم العمل الفني كامل (مزج الموسيقى والمرئيات واللغة) في أعمال الملحن الألماني ريتشارد واغنر تأثيرًا عميقًا على هؤلاء الكُتاب.
اهتمام ستفيان مالارمي العميق بحدود اللغة كمحاولة لوصف العالم واستخدامه لصياغة جملة معقدة وفي قصيدته الرئيسية الأخيرة "un coup de des"(ضربة من)، كان تباعد الكلمات وحجمها وموضعها على الصفحة امرًا مهمًا في تقدم واستمرار الشعر الفرنسي في العصر الحديث.
تعد مجموعة ارثر رامبو النثرية أضاءت من أولى قصائد الشعر الحر باللغة الفرنسية؛ قصيدته المستوحاة من سيرته الذاتية (موسم في الجحيم) دافع عنها السرياليون باعتبارها عمل ادبي ثوري حديث (سيلعب نفس العمل دور مهم في مشهد التافه في نيويورك في السبعينات). الصور الجهنمية لقصيدة النثر) أغاني مالدرور) التي كتبها إيسدور دوكاس سيكون لعدد لوتريمونت تأثير مماثل.
إن ازمة اللغة والمعنى عند مالارمي والرؤية المتطرفة للأدب والحياة والعالم السياسي بالنسبة لرامبو هي إلى حد ما حجر الأساس في التجارب الجذرية "الحديثة" في الحركة الدادئية والسيريالية والمسرح العبثي في القرن العشرين.